# ACTORS
ACTORS(액터즈)는 2014년부터 EXIT TUNES에부터 발매되었으며, 남성 성우를 보컬로이드 곡을 가창하는 CD 시리즈.
거대 도시 학원군 슬라이브 센트럴에 있는 사립 텐쇼 학원을 무대로, 학생의 일상이나 청춘이 그려진다.